# Zbigniew Wróblewski (adwokat)
Zbigniew Wróblewski (ur. 30 listopada 1904,  stracony 17 września 1940 w Palmirach) – adwokat i publicysta, naczelnik wydziału w Ministerstwie Pracy i Opieki Społecznej.